# صلاح الدين السلامي
صلاح الدين السلامي ولد سنة 1950 في صفاقس، هو أستاذ طب وسياسي تونسي.

## السيرة الذاتية

### المسار المهني
كان صلاح الدين السلامي رئيس قسم طب الروماتزم في مستشفى الرابطة. بين 1985 و1989، كان رئيس الرابطة التونسية لطب الروماتزم، ثم رئيس الرابطة الأفريقية لطب الروماتزم بين 1995 و1999، وأخيرا نائب رئيس الرابطة الدولية لطب الروماتزم في نفس المدة بين 1995 و1999. في 2005، أسس مخبر بحوث. هو كذلك أستاذ طب في جامعة تونس.

### المسار السياسي
بعد الثورة التونسية في 2011، عين في 1 يوليو في منصب وزير الصحة العمومية في حكومة الباجي قائد السبسي وبقي فيه عدة أشهر حتى 24 ديسمبر من نفس السنة. 

في 4 أكتوبر 2013، أعلن حزب نداء تونس انتماؤه له.

## الحياة الخاصة
صلاح الدين السلامي متزوج وأب لطفلين.

## الأوسمة
- الصنف الثاني من وسام الجمهورية (تونس، 2011).[3]